# SN 2011eq
SN 2011eq – supernowa typu Ia odkryta 29 kwietnia 2011 roku w galaktyce A211759-0237. W momencie odkrycia miała maksymalną jasność 19,00m.